# Schiffsarzt

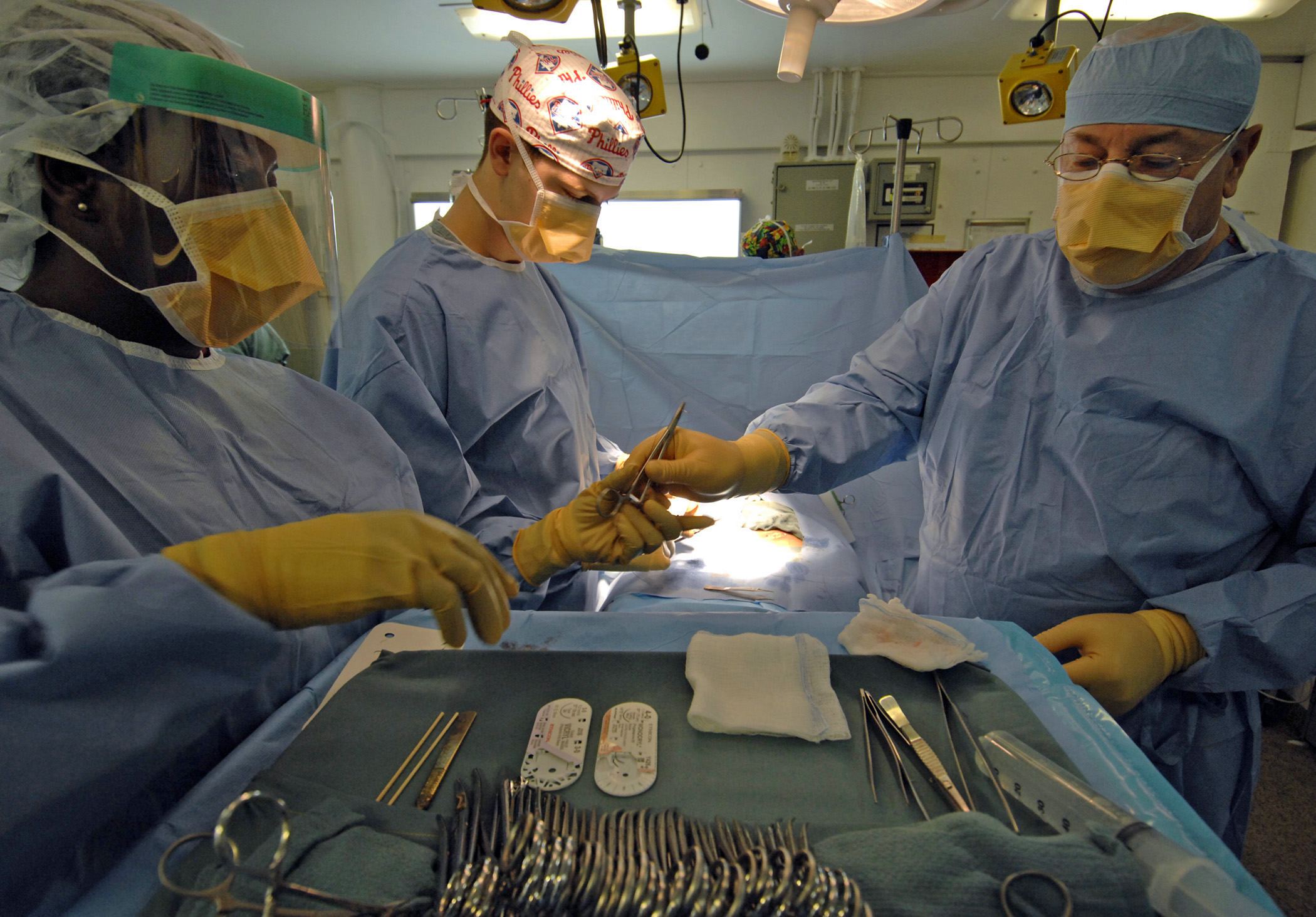
Schiffsärzte bei einer Leistenbruch-Operation an Bord der Harry S. Truman, 2007

Als Schiffsarzt wird ein Arzt bezeichnet, der die medizinische Versorgung an Bord von Schiffen im zivilen und militärischen Bereich sicherstellt und Verantwortung für die Einhaltung der Hygiene- und Sicherheitsvorschriften trägt. Nach dem internationalen Seearbeitsübereinkommen muss bei Schiffen mit mehr als 100 Personen an Bord und Fahrten über mehr als drei Tage ein Schiffsarzt an Bord sein. Die Qualifikation eines Schiffsarztes wird durch nationale Vorschriften geregelt.

## Voraussetzungen

### Zivile Schifffahrt

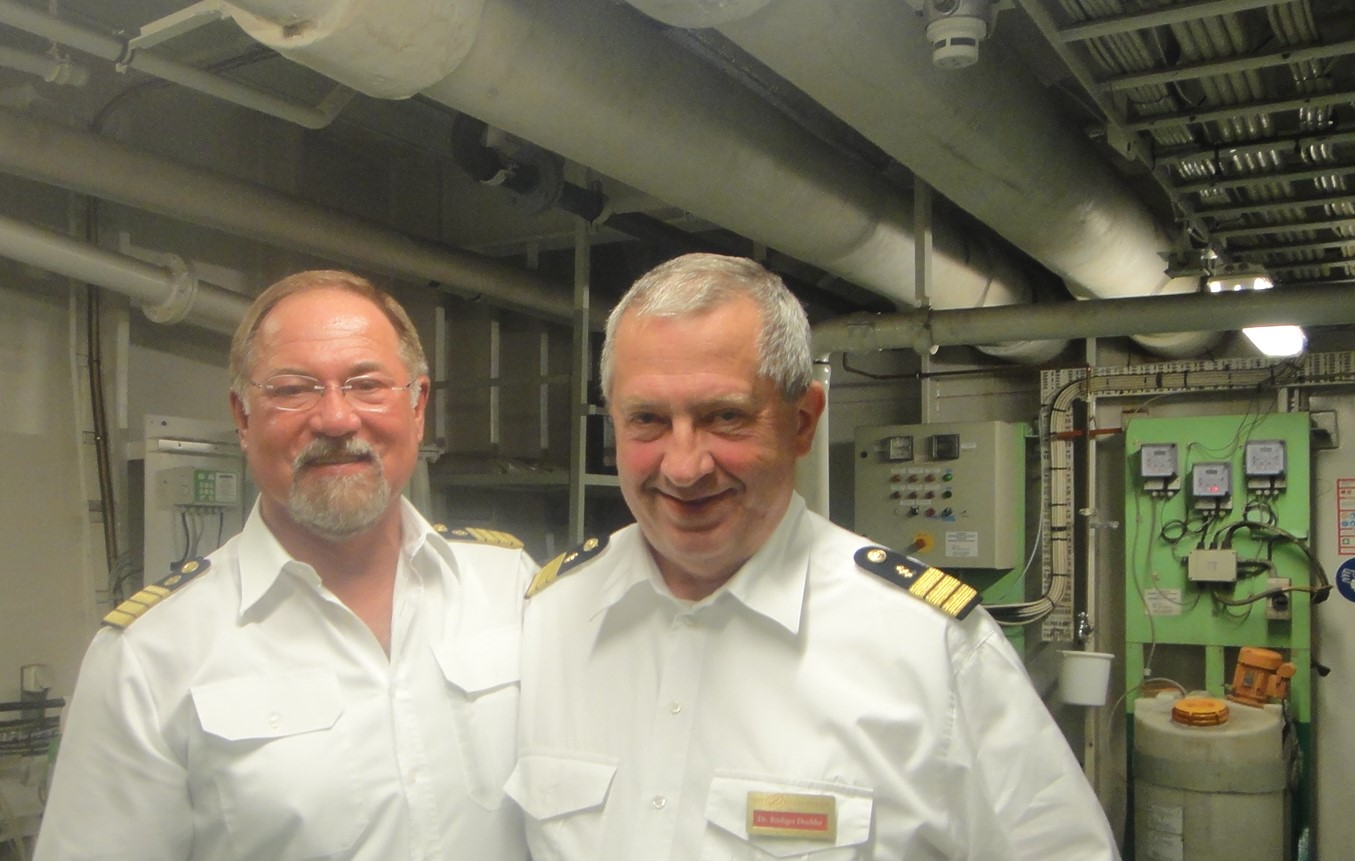
Schiffsingenieur und Schiffsarzt

Voraussetzungen für eine Anstellung als Schiffsarzt im zivilen Bereich sind, nach abgeschlossenem Studium der Medizin mit ärztlicher Approbation, eine mehrjährige ärztliche Tätigkeit in mindestens einer Akutdisziplin sowie Erfahrungen in der Notfallmedizin. Außerdem sind solide Sprachkenntnisse in Englisch und die Seediensttauglichkeit sinnvoll.
Die genauen Voraussetzungen für die Qualifikation als Schiffsarzt legt jeder einzelne Flaggenstaat fest. Für die Tätigkeit auf Seeschiffen unter deutscher Flagge ist eine Registrierung als Schiffsarzt bei der Berufsgenossenschaft für Transport und Verkehrswirtschaft notwendig (siehe untenstehend).
Das Zertifikat Maritime Medizin der Ärztekammer Schleswig-Holstein kann seit dem 6. Juni 2001 auf der Grundlage des Schiffsarztlehrganges der Deutschen Marine am Schifffahrtmedizinischen Institut der Marine in Kronshagen (ab 2025/26 auf dem Gelände des Bundeswehrkrankenhauses Hamburg) und weiterer Ausbildungsinhalte (Fachkunde Rettungsdienst, Weiterbildung: 1 Jahr Chirurgie, 1 Jahr Innere Medizin, 6 Monate Anästhesie, Tropen- und Tauchmedizin-Kurs, Überleben auf See) erworben werden, ist aber nicht verpflichtend. Eine abgeschlossene Facharztweiterbildung ist ebenfalls nicht vorgeschrieben. Eine fünf- bis zehnjährige klinische Tätigkeit in Chirurgie und Innerer Medizin wird heute jedoch für eine Tätigkeit als Schiffsarzt erwartet. Erfahrung in Reise- und Tropenmedizin sowie Basiskenntnisse in Zahnmedizin sind ebenfalls erwünscht, um dem großen Spektrum der anfallenden Erkrankungen gerecht zu werden. Fachkundenachweise in Strahlenschutz sowie Rettungsdienst müssen vorliegen. Die Deutsche Gesellschaft für Maritime Medizin (DGMM) empfiehlt die Teilnahme am Lehrgang Einführung in die maritime Notfallmedizin.
Die endgültige Entscheidung über die Einstellung des Schiffsarztes und dessen Qualifikationsprofil liegt bei der jeweiligen Reederei.
Der Schiffsarzt bezieht von der Reederei ein festes Gehalt oder ein Grundgehalt mit prozentualer Beteiligung. Alternativ kann das Anmieten von Behandlungsräumen des Schiffes und eine Rechnungsstellung nach deutscher Gebührenordnung für Ärzte möglich sein.

### Deutsche Marine
Die Deutsche Marine verfügt über 62 Sanitätsoffiziere, davon 20 Frauen. Als Schiffsarzt an Bord dienen 28 (Stand: Oktober 2009).
Sanitätsoffizieranwärter, die eine Verwendung als Schiffsarzt anstreben, absolvieren zunächst ein Studium der Medizin an einer zivilen Hochschule sowie während der Semesterferien den Sanitätsoffizierlehrgang an der Sanitätsakademie der Bundeswehr in München. Nach dieser Ausbildung werden die jungen Sanitätsoffiziere (nach Erlangung der Approbation) zu einer drei Jahre dauernden, ersten Verwendung in der Klinik an die Bundeswehrkrankenhäuser Hamburg, Westerstede, Berlin, Koblenz oder Ulm versetzt. Während der klinischen Weiterbildung erfolgt hier der Erwerb der Zusatzbezeichnung Rettungsmedizin in der Anästhesiologie. Eine Weiterbildungszeit in Chirurgie, Innere Medizin und Radiologie ist angestrebt.
Daran schließt sich eine einjährige maritim-fachliche Ausbildung am Schifffahrtmedizinischen Institut der Marine an. In diesem Ausbildungsabschnitt werden der Schiffsarztlehrgang (mit einem Anteil Zahnmedizin), Taucherarzt- und Fliegerarztlehrgang absolviert und Weiterbildungsabschnitte in Tropenmedizin, Sonographie, Gynäkologie, Überleben auf See und Telemedizin durchlaufen. Nach vollständigem Durchlaufen der Ausbildung erfüllen die Schiffsärzte die Bedingungen zum Erlangen des Zertifikates Maritime Medizin der Ärztekammer Schleswig-Holstein.
Höhere Dienstgrade sind nicht als Schiffsärzte an Bord, lediglich als eingeschiffte Leiter eines Marineeinsatzrettungszentrums oder als Senior Medical Officers.

## Aufgaben
Zum Aufgabenbereich eines Schiffsarztes gehören die allgemeinmedizinische, notfallmedizinische, präventivmedizinische und betriebsärztliche Versorgung, wie die Überwachung der Küchen- und Unterkunftshygiene, die Durchführung von Impfungen und Maßnahmen zur Vorbeugung von Epidemien bei Infektionen. Ebenso weist das Berufsbild tropenmedizinische Aspekte auf. Auch die Verantwortung für das Sanitätsmaterial sowie dessen Pflege und Wartung gehören zum Aufgabenbereich eines Schiffsarztes. Bei der Marine ist der Schiffsarzt zusätzlich mit der Durchführung der Sanitätsausbildung für die Besatzungsangehörigen betraut. Im zivilen Bereich sind periodische Erste-Hilfe- und Herz-Lungen-Wiederbelebungs-Kurse, wie auch Rettungsübungen, für die Besatzung ebenfalls Aufgabe des Schiffsarztes.

### Medizinische Versorgung

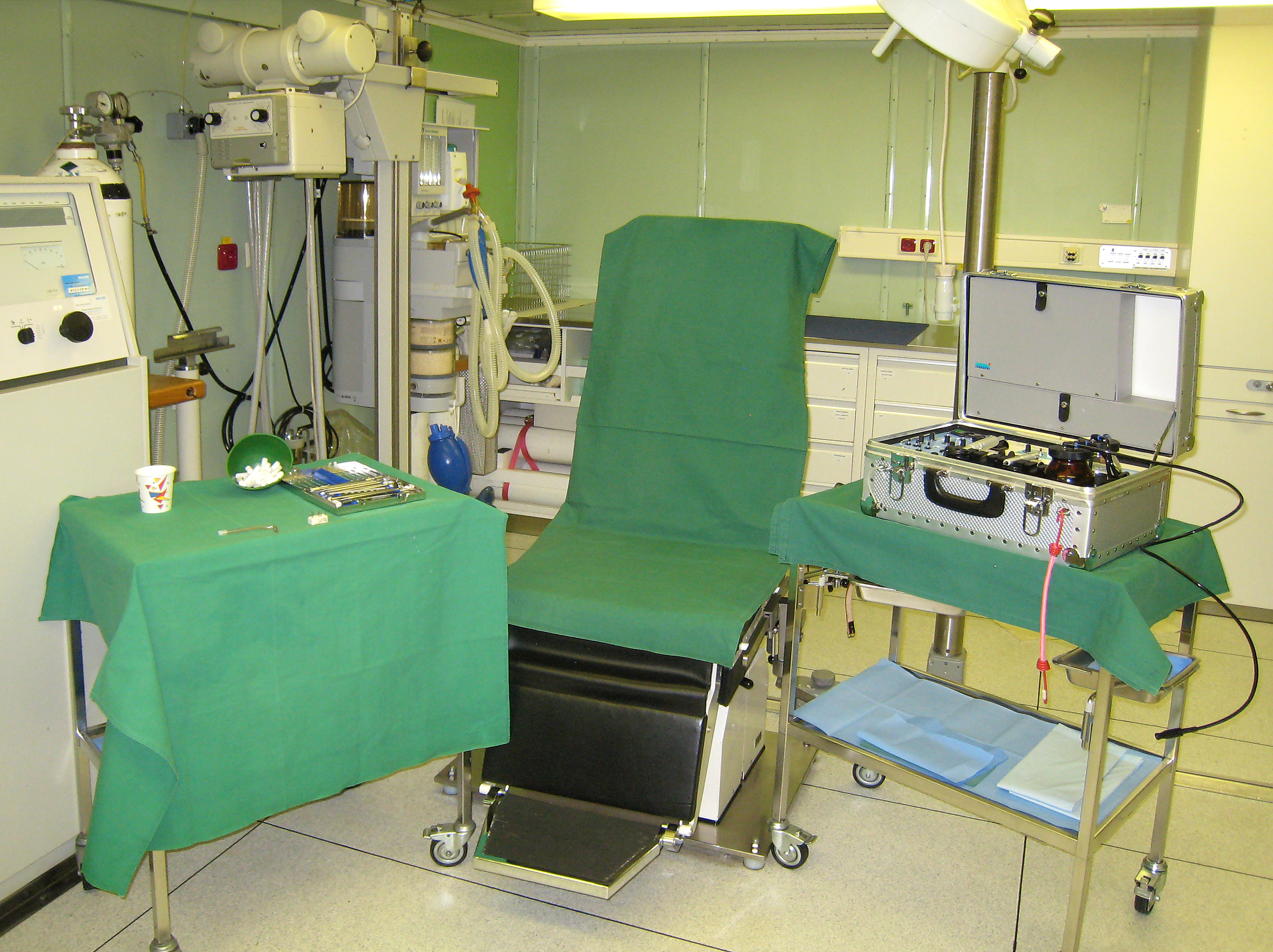
Schiffsärztliche Zahnarztpraxis

Das Spektrum der zu behandelnden Erkrankungen an Bord eines Schiffes ist breit und auch abhängig von Schiffsbesatzung und Passagieren. Neben der Seekrankheit treten verschiedene andere gesundheitliche Probleme auf. Die häufigste Ursache ärztlicher Konsultationen sind dabei Atemwegserkrankungen von Passagieren, Hauterkrankungen der Crew, sowie Verletzungen. Dabei verletzen sich die Passagiere eher an Land, Besatzungsmitglieder an Bord. Herz-Kreislauf-Erkrankungen treten bei Passagieren häufiger auf als bei Crewmitgliedern. Auch zahnärztliche Behandlungen sind, besonders bei Crewmitgliedern, häufig erforderlich und ziehen, öfter als bei anderen Erkrankungen, Behandlungen bei einem (Zahn-)Arzt im nächsten Hafen nach sich.

### Rolle der Telemedizin
Aufgrund der Vielfalt der möglichen zu behandelnden Krankheitsbilder wurde bereits ab 1931 eine funkärztliche Beratung von Medico Cuxhaven aufgebaut, welche den Schiffsärzten zur Verfügung steht. In der Zwischenzeit können durch verschiedene Systeme EKG-Werte, Bild- und Videomaterial an einen beratenden Arzt übertragen werden. Dies erhöht die Effektivität des Schiffsarztes, sodass das Risiko einer
Fehldiagnose und der daraus resultierenden Fehlbehandlung deutlich gemindert wird. Neben dem medizinischen Vorteil für die Patienten können Kosten durch unnötige Evakuierungen und Rücktransporte eingespart werden.

## Rechtliche Grundlagen
Die Besetzung von Schiffen mit medizinischem Personal wird durch jeweilige nationale Vorschriften geregelt. Gültig sind die Vorschriften des Landes, unter dessen Flagge das Schiff fährt. Nach der Norm A4.1 des Seearbeitsübereinkommens muss bei Schiffen mit mehr als 100 Personen an Bord und Fahrten über mehr als drei Tage ein Arzt an Bord sein. Die nationalen Vorschriften können jedoch strengere Vorgaben enthalten. So wird es in den britischen The Merchant Shipping (Ships’ Doctors) Regulations von 1995 zusätzlich zur Pflicht eines britischen Schiffseigners erklärt, bei Schiffen mit mehr als 100 Personen an Bord und einer Entfernung von mehr als 1,5 Tagen zum nächsten Hafen mit adäquater medizinischer Versorgung, einen qualifizierten Arzt an Bord zu haben. In der türkischen Regulation on Sanitary Safety of Passengers on Ships vom 28. Januar 1943 ist dagegen festgelegt, dass erst bei mehr als 200 Passagieren ein Schiffsarzt mitzuführen ist.

### Deutschland
In Deutschland ist die Ärztliche Weiterbildung zum Schiffsarzt gemäß des von der Bundesärztekammer (BÄK) veröffentlichten „BÄK-Curriculum Maritime Medizin“ geregelt.
Auf Kauffahrteischiffen unter deutscher Flagge ist nach § 6 Schiffsbesetzungsverordnung ein Schiffsarzt bei 100 oder mehr Personen an Bord und einer Fahrtdauer von mehr als drei Tagen vorgeschrieben. Übersteigt die Zahl der Personen auf einem Schiff 800, so muss ein zweiter Schiffsarzt an Bord sein. Schiffsärzte, die auf Kauffahrteischiffen unter deutscher Flagge tätig werden wollen, müssen sich nach § 19 Maritime-Medizin-Verordnung  beim Seeärztlichen Dienst der Berufsgenossenschaft Verkehrswirtschaft Post-Logistik Telekommunikation registrieren lassen. Als Schiffsarzt wird registriert, wer Arzt für Allgemeinmedizin, Anästhesiologie, Chirurgie oder Innere Medizin ist, über die Zusatzbezeichnung „Notfallmedizin“ oder den Fachkundenachweis „Rettungsmedizin“ verfügt, mindestens vier Wochen praktische Erfahrungen auf einem Seeschiff hat und wer nachweist, dass er auf einem Kauffahrteischiffe unter deutscher Flagge tätig ist oder werden wird (zum Beispiel durch Heuervertrag).
Im militärischen Bereich gelten entsprechende Vorschriften der Bundeswehr. Boote der Marine haben in der Regel keinen Arzt an Bord, sondern einen Schifffahrtmedizinischen Assistenten (früher: Sanitätsmeister). In diesen Fällen wird die ärztliche medizinische Versorgung oft über ein den Verband begleitendes Versorgungsschiff sichergestellt, welches über ein Lazarett mit einem Geschwaderarzt verfügt. Auf kleinen militärischen Einheiten wie Schnellbooten oder U-Booten der Klasse 206A ist der Smut als Sanitäter ausgebildet, im Einsatzfall erfolgt allerdings die Einschiffung von höher qualifiziertem Rettungspersonal. Dem Schiffsarzt oder dem Schifffahrtmedizinischen Assistenten stehen Schiffsarztgehilfen (früher: Sanitätsmaate) und Sanitätsgasten bei der Erfüllung seiner Aufgaben zur Seite.

## Geschichte
Schon in der Antike waren Schiffsärzte bekannt. Beispielsweise war es in der römischen Marine Vorschrift, für 200 Mann Besatzung einen Schiffsarzt als Duplicarius (Legionär mit doppeltem Sold) an Bord zu führen. Dessen Aufgabe lag vor allem darin, die Ruderer auf ihre körperliche Eignung zu untersuchen und in der Seeschlacht Pfeile aus den verwundeten Soldaten zu ziehen.
An Bord von Handelsschiffen waren Schiffsärzte bis in das Mittelalter hinein nicht sonderlich gern gesehen. Bei Arbeitsunfällen auftretende Brüche, Prellungen und Verrenkungen wurden teilweise vom Kapitän selbst behandelt.
Mit den großen Entdeckungsreisen erfuhr die Schifffahrtsmedizin einen Aufschwung, wobei es letztlich keine akademischen Ärzte, sondern Chirurgen und Barbiere waren, die als Schiffsärzte zur See fuhren. Sie wurden in ihrer Tätigkeit durch den Schiffskoch und angelernte Gehilfen unterstützt.
Die Royal Navy verfügte 1814 über 14 Ärzte, 850 Chirurgen und 500 Assistenzchirurgen, die für 130.000 Mann verantwortlich waren.
Der französische officier de santé an Bord von Kriegsschiffen war ein Dienstgrad mit medizinischer Grundausbildung als Ergebnis der Reform des medizinischen Systems während der Frühzeit der Napoléonischen Ära. In einem medizinischen Zwei-Klassen-System durchliefen die officiers de santé eine kürzere und wenig spezialisierte Ausbildung, die sie auf die Standardfälle des medizinischen Alltags auf dem Lande vorbereiten sollte. Im Gegensatz dazu deckte die Ausbildung zum regulären Arzt das ganze Spektrum der zeitgenössischen Medizin ab.
Zu Zeiten der österreichischen Kaiserin Maria Theresia regelte der Editto politico di navigazione die Mitnahme und Ausrüstung von Arzneikisten auf Schiffen. 1851 wurde ein kaiserliches Reglement über die Organisation des Gesundheitswesens erlassen, welches auch die medizinische Versorgung an Bord, in Marinehospitälern und den Seuchenschutz regelte.
Mit Gründung der ersten gesamtdeutschen Marine im Jahr 1848 wurden Schiffsärzte überwiegend aus den Reihen der Heeres- und Zivilärzte gewonnen. Aufgrund der Besonderheiten auf See wurden später jedoch spezielle Ärzte am Friedrich-Wilhelms-Institut, der späteren Kaiser-Wilhelms-Akademie, ausgebildet. Maritime Grundkenntnisse wurden durch einen an die Schule kommandierten Marinesanitätsoffizier vermittelt. Im Jahr 1900 wurde das Institut für Schiffs- und Tropenkrankheiten eröffnet, welches auch Marineärzten für ihren Einsatz in den Tropen mit dem nötigen Wissen über dort auftretende Krankheiten ausstattete. Sie erwarben damit erstmals tatsächlich Kenntnisse, die sie von Heeresärzten unterschieden und sie auf die Aufgaben an Bord vorbereiteten. Zum Ende der Weimarer Republik erhielten künftige Marineärzte eine seemännische Ausbildung gemeinsam mit den Offiziersanwärtern anderer Laufbahnen. 1934 wurde die Militärärztliche Akademie in Berlin gegründet, wo weiterhin alle Militärärzte ausgebildet wurden. Dies änderte sich erst 1941, als die Marineärztliche Akademie in Kiel eröffnet werden konnte. Hier wurde während des Studiums ein komprimiertes maritimes Wissen über das Bordleben, die Ansprüche an einen Marineoffizier und seemännische Grundlagen vermittelt. Mit Ende des Zweiten Weltkriegs wurden die Sanitätsakademien, wie alle anderen militärischen Schulen auch, aufgelöst.
Die Schweizerische Ärztezeitung publizierte 2009 einen Beitrag über den Schweizer Facharzt für Seemedizin Urs Schifferli und berichtete darin über die Gründung der Schweizerischen Gesellschaft für Seemedizin die sich am 1. April 2007 konstituiert hätte. Dieser Artikel erschien jedoch am 1. April 2009 und war ein Aprilscherz.

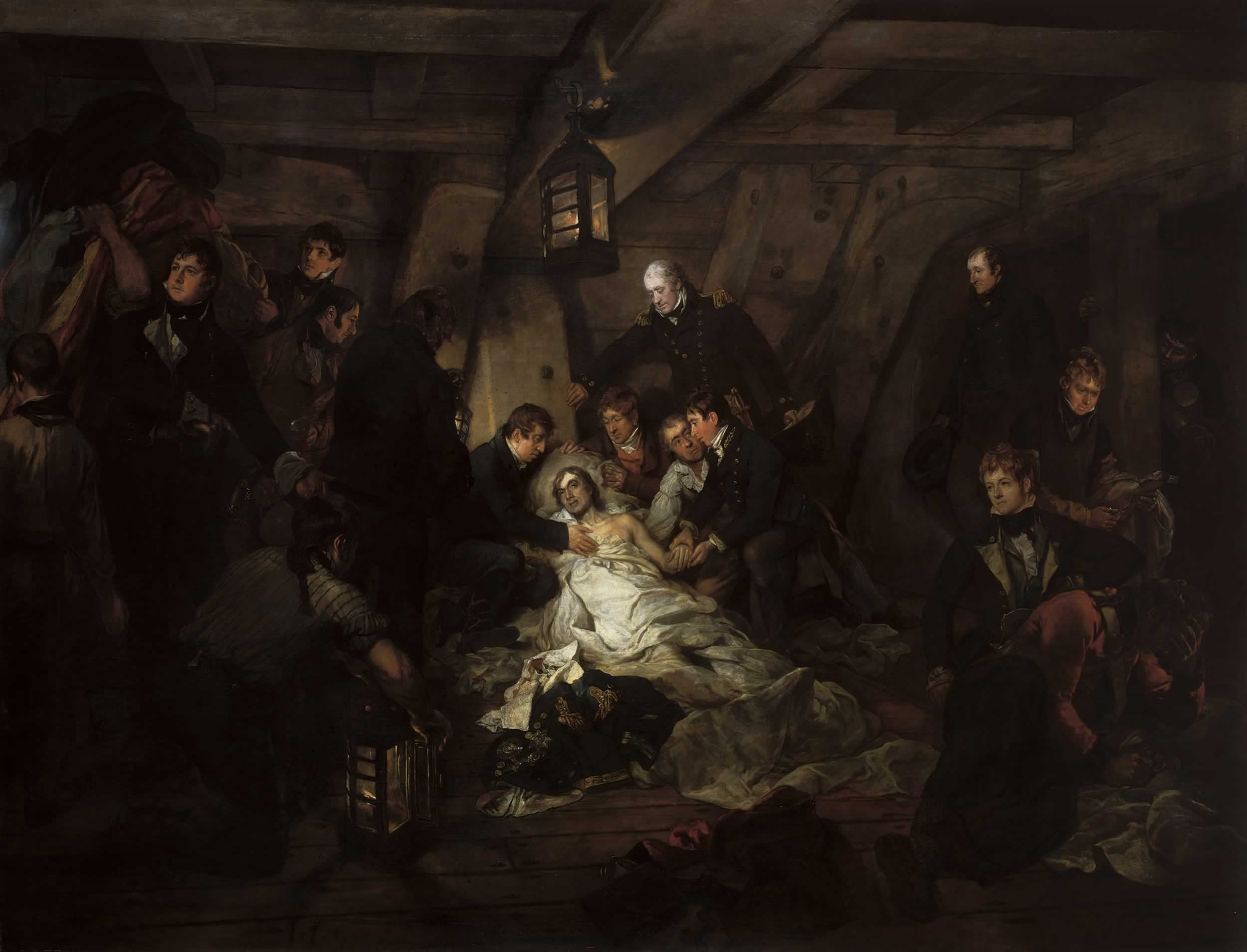
Schiffsarzt Beatty stellt an Bord der Victory den Tod Admiral Nelsons nach der Seeschlacht von Trafalgar fest – Gemälde von A. Dewis
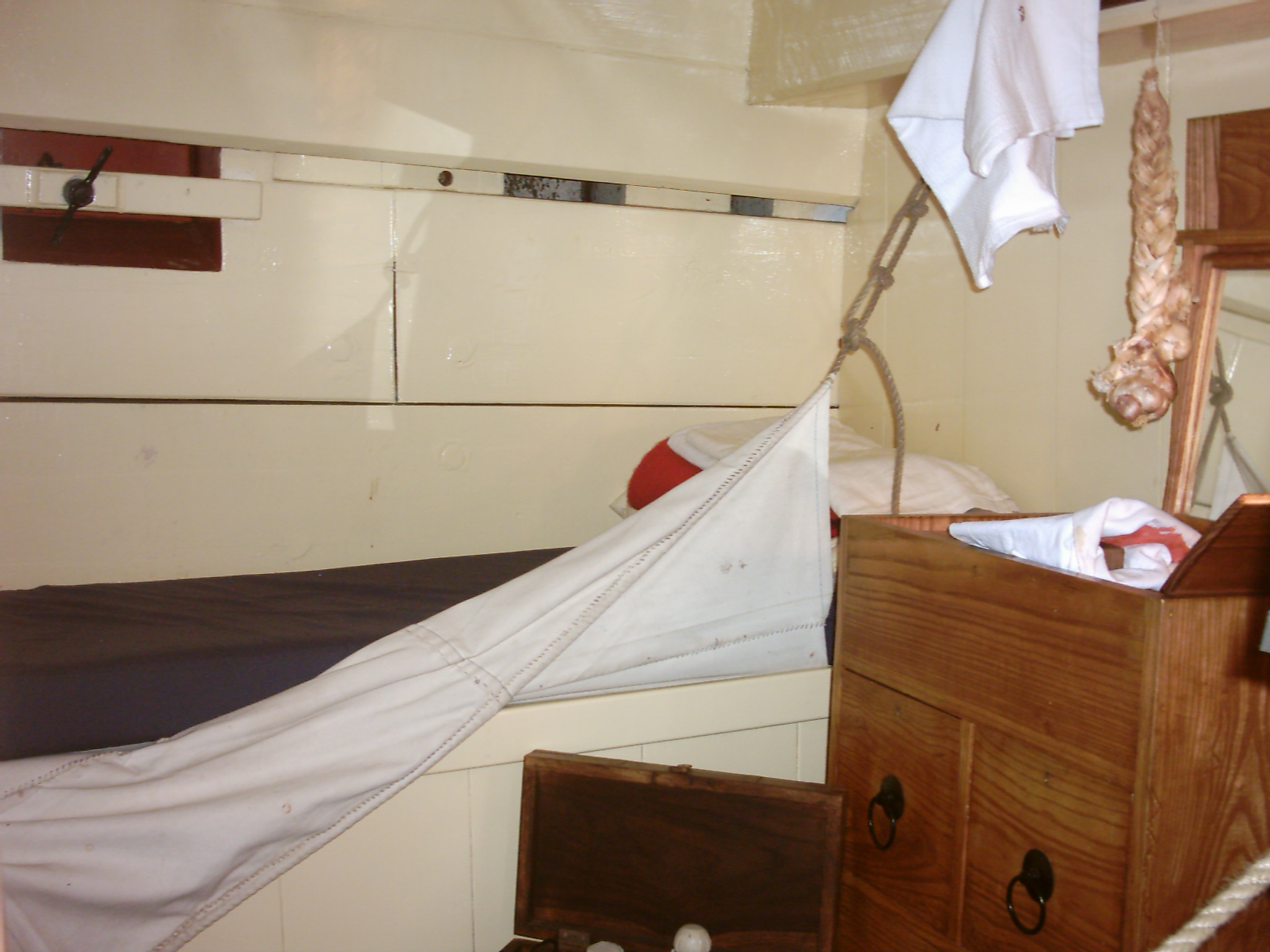
Quartier des Schiffsarztes auf dem Nachbau der Endeavour
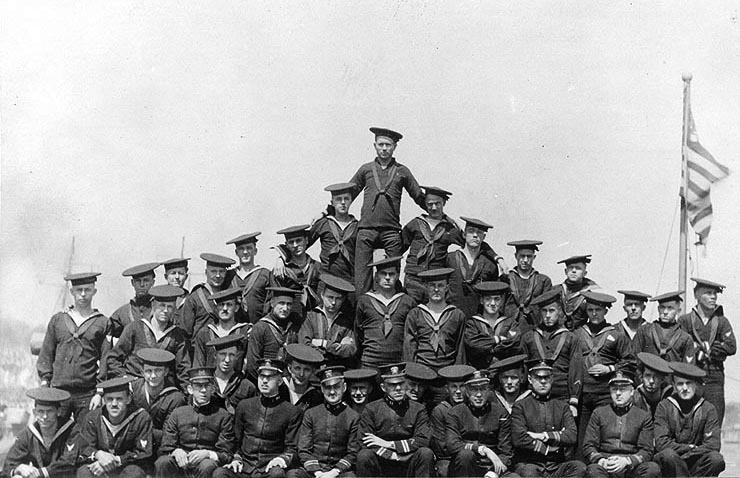
Schiffsärzte und Hospital Corpsmen, United States Navy (1919)
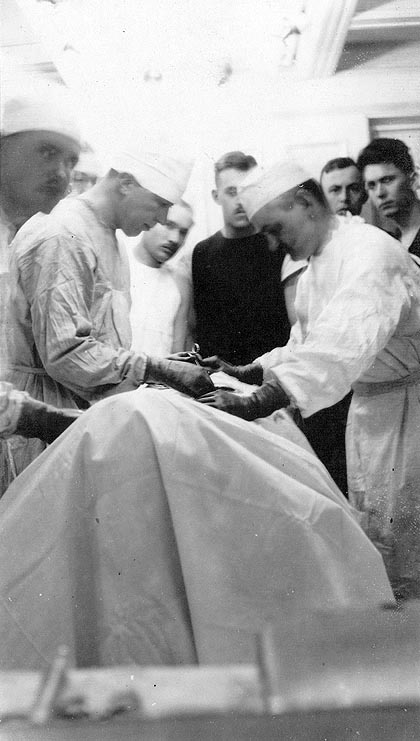
Operation auf der USS Kroonland (1919)